# Aneides
Aneides és un gènere d'amfibis urodels de la família Plethodontidae format per sis espècies de salamandres autòctones d'Amèrica del Nord.